# Hugo Werner (Agrarwissenschaftler)
Hugo Werner (* 26. Juni 1839 in Berlin; † 17. Oktober 1912 ebenda) war ein deutscher Agrarwissenschaftler. Er gehörte zu den Universalisten unter den akademisch ausgebildeten Landwirten seiner Zeit und wirkte richtungweisend sowohl auf den Gebieten des Pflanzenbaus, der Tierzucht und der landwirtschaftlichen Betriebslehre.

## Lebensweg
Hugo Werner, ältester Sohn einer kinderreichen Familie, besuchte das Königliche Realgymnasium in Berlin und absolvierte ab 1856 eine landwirtschaftliche Lehre auf einer Domäne in Vorpommern. Seit 1859 studierte er Naturwissenschaften und Nationalökonomie an der Universität Berlin und anschließend Landwirtschaft an der Landwirtschaftlichen Akademie Eldena bei Greifswald. Zeitweise arbeitete er als Wirtschaftsinspektor auf dem Versuchsgut in Eldena. 1866 promovierte er an der Universität Greifswald mit einer Dissertation über Geschichte und Theorie der Drainage. Im gleichen Jahr erhielt er die Venia legendi für das Gesamtgebiet der Landwirtschaftslehre und wurde mit der Leitung des Versuchsfeldes an der Eldenaer Akademie beauftragt.
1869 folgte Werner einem Ruf als Dozent für Landwirtschaft an die Landwirtschaftliche Akademie Proskau. Durch die Teilnahme am Krieg gegen Frankreich 1870/71 wurde seine Lehrtätigkeit unterbrochen. Nach Beendigung des Krieges ging er im Frühjahr 1871 als Dozent und Administrator der Gutswirtschaft an die Landwirtschaftliche Akademie Bonn-Poppelsdorf, wo er 1872 zum Professor berufen wurde. 1889 übernahm er als ordentlicher Professor den Lehrstuhl für landwirtschaftliche Betriebslehre an der Landwirtschaftlichen Hochschule Berlin. Hier lehrte er bis zum Jahre 1909. In der Amtsperiode 1893/95 war er Rektor dieser Hochschule. 1895 wurde er zum Geheimen Regierungsrat ernannt.

## Forschung und Lehre
Werner war ein universell gebildeter Wissenschaftler, der es als seine vorrangige Lebensaufgabe betrachtete, das gesicherte Wissen auf den Hauptgebieten der Landwirtschaftslehre in übersichtlichen Darstellungen zusammenzufassen. Er veröffentlichte beachtenswerte Abhandlungen in Fachzeitschriften, schrieb zahlreiche Lehr- und Handbücher und betätigte sich als Mitautor und Herausgeber von Sammelwerken. Seine Hauptarbeitsfelder waren der Pflanzenbau, die Tierzucht und die landwirtschaftliche Betriebslehre.
In Proskau beschäftigte sich Werner zunächst mit betriebswirtschaftlichen Fragen. Schriften über Wirtschafts- und Buchführung gehörten zu seinen ersten eigenständigen Publikationen. An der Landwirtschaftlichen Akademie Bonn-Poppelsdorf führte er umfangreiche Feldversuche durch: hier galt sein Interesse vornehmlich dem Pflanzenbau. Neue Maßstäbe, agronomisches Wissens für Wissenschaft und Praxis vorbildlich darzustellen, setzte er mit seinem „Handbuch des Futterbaues auf dem Ackerlande und der Fütterung der landwirthschaftlichen Nutzthiere“ (1875, 3. Aufl. 1907). Zu seinem auflagenstärksten Buch entwickelte sich „Der Kartoffelbau nach seinem jetzigen rationellen Standpunkte“ (1876, 10. Aufl. 1949).
Zu den klassischen Werken des Pflanzenbaus gehört das von Hugo Werner gemeinsam mit Friedrich August Körnicke verfasste zweibändige „Handbuch des Getreidebaues“ (1885). Für den zweiten Band unter dem Titel „Die Sorten und der Anbau des Getreides“ zeichnet Werner als Alleinautor. Beachtenswert sind seine beiden praxisorientierten Ratgeber „Der rationelle Getreidebau “ (1885, 2. Aufl. 1895) und „Der praktische Zuckerrübenbauer “ (1888).
An der Landwirtschaftlichen Hochschule Berlin verlagerte sich Werners Lehr- und Forschungstätigkeit mehr auf die Tierzucht und erneut wieder auf die landwirtschaftliche Betriebslehre. Als sein Hauptwerk aus dieser letzten Schaffensperiode gilt das über 600 Druckseiten starke Buch „Die Rinderzucht “ (1892, 3. Aufl. 1912). Neben Schriften über die europäischen Rinderrassen veröffentlichte er auch Beiträge über die historische Entwicklung der Agrarproduktion in Deutschland. Außerdem war er Herausgeber der dritten und vierten Auflage (1900, 1910) des von Guido Krafft begründetenen, im Berliner Verlag Paul Parey erschienenen „Illustrierten Landwirtschafts-Lexikons“.

## Hauptwerke
- Der landwirthschaftliche Ertrags-Anschlag, die Wirthschaftsorganisation und Wirthschaftsführung. Verlag Korn Breslau 1872; 2. vollständig neubearb. Aufl. ebd. 1887.
- Lehrbuch der „einfachen“ und „doppelten“ landwirthschaftlichen Buchführung und der Nachweis des steuerpflichtigen Einkommens. Zum Selbstunterricht, wie zum Gebrauch an landwirthschaftlichen Schulen. Verlag H. Voigt Leipzig 1875; 2. verb. Aufl. ebd. 1894.
- Handbuch des Futterbaues auf dem Ackerlande und der Fütterung der landwirthschaftlichen Nutztiere. Verlag Parey Berlin 1875; 2. Aufl. 1889; 3. Aufl. 1907.
- Der Kartoffelbau nach seinem jetzigen rationellen Standpunkte. Verlag Paul Parey Berlin 1876 (Thaer-Bibliothek Bd. 28); 2. Aufl. 1886; 3. Aufl. 1895; 4. Aufl. 1902; 5. Aufl. 1906; 6. Aufl. 1910; 7. Aufl. 1917; 8. Aufl. 1919; 9. Aufl. 1930, 10. Aufl. 1949. – 7. u. 8. Aufl. neubearbeitet von C. von Eckenbrecher, 9. u. 10. Aufl. neubearbeitet von Kurt Opitz.
- Welche Zukunft hat die Getreideproduction Deutschlands? Verlag Strauß Bonn 1879.
- Handbuch des Getreidebaues. Verlag Strauß Bonn 1885. Bd. 1: Die Arten und Varietäten des Getreides, bearbeitet von F. A. Körnicke. Bd. 2: Die Sorten und der Anbau des Getreides, bearbeitet von Hugo Werner.
- Der rationelle Getreidebau. Verlag Strauß Bonn 1885; 2. Aufl. Verlag J. Neumann Neudamm 1895.
- Der praktische Zuckerrübenbauer. Leitfaden zum rationellen Anbau der Zuckerrüben. Verlag Cohen und Sohn Bonn 1888.
- Ein Beitrag zur Geschichte des europäischen Hausrindes. F. Dümmler´s Verlag Berlin 1892.
- Die Rinderzucht. Körperbau, Schläge, Züchtung, Haltung und Nutzung des Rindes. Praktisches Handbuch. Verlag Paul Parey Berlin 1892; 2. Aufl. 1902; 3. Aufl. 1912.
- Die Technik der modernen Landwirtschaft Verlag F. Telge Berlin 1895; 2. Aufl. unter dem Titel: Zeitgemäßer Landwirtschaftsbetrieb, Verlag Deutsche Tageszeitung Berlin 1906; 3. Aufl. ebd. 1909; 4. Aufl. ebd. neubearbeitet von Konrad Schliephake 1923.